# NGC 4227
NGC 4227 é uma galáxia espiral barrada (SB0-a) localizada na direcção da constelação de Canes Venatici. Possui uma declinação de +33° 31' 20" e uma ascensão recta de 12 horas, 16 minutos e 33,7 segundos.
A galáxia NGC 4227 foi descoberta em 2 de Janeiro de 1786 por William Herschel.